# ماچئی کوزووفسکی
ماچئی کوزووفسکی (لهستانی: Maciej Kozłowski؛ ‏ ۸ سپتامبر ۱۹۵۷ – ۱۱ مهٔ ۲۰۱۰) بازیگر اهل لهستان بود.
از فیلم‌ها یا برنامه‌های تلویزیونی که وی در آن نقش داشته‌است، می‌توان به کیلر، اسکادران، خبرچینان، مرد ایده‌آل برای دوست‌دخترم، منم، دزد، سرگذشت استاد تواردوفسکی، کینگ‌سایز، نامت یوستینه است، ژنرال نیل، شمش‌سازان، با آتش و شمشیر (فیلم)، با آتش و شمشیر (مجموعه تلویزیونی)، یانوشیک: روایتی واقعی، خانه کشیش، جادوگر (مجموعه تلویزیونی)، جادوگر (فیلم)، پوزنان ۵۶، حوزه استحفاظی ۱۳، حوزه استحفاظی ۱۳، قسمت دوم، ۳۹ و نیم، فهرست شیندلر، افسانه‌ای باستانی: آن هنگام که خورشید ایزد بود، ع چون عشق، خوک‌ها، فرار از سینما لیبرتی، بزرگترین سرقت دارودسته ینسون و خاطرات یک گناهکار اشاره کرد.